# Gerard Schwarz
Gerard Schwarz   (Weehawken, 19 d'agost de 1947) és un director d'orquestra i trompetista estatunidenc. A partir del 2019, Schwarz és el director artístic i musical de "Palm Beach Symphony" i el director d'activitats orquestrals i director musical de lOrquestra Simfònica Frost de la "Frost School of Music" de la Universitat de Miami.

## Primers passos
Schwarz va néixer, de pares jueus. Els seus pares eren metges i el van portar a concerts i representacions d'òpera. Schwarz va començar la seva carrera de trompeta als 8 anys. Als dotze anys va dedicar la seva vida a convertir-se en músic. Es va graduar a l'Escola Superior d'Arts Escèniques de Nova York i a l'Escola de Música Juilliard i va començar la seva carrera musical com a trompetista, actuant fins al 1973 com a director de la Filharmònica de Nova York amb Pierre Boulez. Va començar a dirigir el 1966.
Schwarz defensa els compositors nord-americans del passat i del present. Ha realitzat més de 100 enregistraments amb la Symphony de Seattle, incloses moltes obres americanes. En particular, va guanyar elogis pels seus enregistraments de simfonies i obres orquestrals de Walter Piston, Howard Hanson, William Schuman, Alan Hovhaness i David Diamond.
Schwarz va construir la força de la Simfònica de Seattle. El 1983 tenia 5.000 subscriptors; el 2008 en tenia 35.000. Va liderar l'esforç per construir la sala Benaroya per a la simfònica. No obstant això, el seu estil de lideratge de la Symphony de Seattle va ser controvertit entre alguns músics. Un retrat de Schwarz de l'artista Michele Rushworth es va presentar i instal·lar a Benaroya Hall el 2011.

## Carrera
El 1971 va guanyar les audicions internacionals de "Young Concert Artists". Freqüentment va ocupar diversos càrrecs simultàniament. Va ser director musical de lOrquestra de Cambra de Los Angeles del 1978 al 1986. Va exercir de director musical del "Mostly Mozart Festival" de Nova York del 1982 al 2001. Va ser el director musical de la Seattle Symphony del 1985 al 2011.
Del 2001 al 2006, Schwarz va ser director musical de la Royal Liverpool Philharmonic Orchestra (RLPO). Va ser director musical de la New York Chamber Symphony i assessor musical de l'Orchard Hall de Tòquio conjuntament amb la Filharmònica de Tòquio. El 2007, Schwarz va ser nomenat director musical de l'"Eastern Music Festival" de Carolina del Nord, després d'haver estat director principal des del 2005. Va ampliar l'audiència del festival al més gran de la seva història, va millorar l'educació i la programació per incloure un compositor a la residència i tres nova sèries de concerts i una major col·laboració amb "An Appalachian Summer Festival", on és soci artístic de programació de música simfònica.
Enregistraments
Entre les orquestres que Schwarz ha dirigit en els seus altres enregistraments hi ha la Filharmònica Txeca, lOrquestra de Filadèlfia, l'Orquestra Filharmònica de Tòquio, lOrquestra Simfònica de la Ràdio de Berlín i lOrquestra Nacional de França. El 2003 va enregistrar dos concerts de Philip Glass: el Concert per a violoncel (amb Julian Lloyd Webber) i el Concert per a dos timpanistes (amb Evelyn Glennie i Jonathan Haas amb el RLPO).
Va gravar totes les simfonies de Mahler i de Richard Strauss els poemes simfònics amb la RLPO. Com a solista de trompeta, Schwarz ha enregistrat els concerts de Franz Joseph Haydn i Johann Nepomuk Hummel per a "Delos".
El 2011, el bloc al voltant de Benaroya Hall va rebre el nom de "Gerard Schwarz Place".
Discografia
- Judith Blegen i Frederica von Stade: cançons, àries i duets, amb la Chamber Music Society del "Lincoln Center", Columbia, 1975

## Premis
- Premi de Ditson Conductor pel seu compromís amb la interpretació de la música nord-americana. (1989)
- Musical America's Conductor of the Year (1994) Va ser el primer nord-americà a guanyar aquest premi
- 14 nominacions als Grammy
- 4 premis Emmy (de 5 nominacions) per la seva interpretació del Rèquiem de Mozart en directe des del Lincoln Center i les actuacions amb la Seattle Symphony a PBS.[8]
- Seattle City of Music Outstanding Achievement Award (2010).[9]